# کازو توگاساکی
کازوئه توگازاکی (به انگلیسی: Kazue Togasaki) (29 ژوئن ۱۸۹۷–۱۵ دسامبر ۱۹۹۲) یکی از اولین زنان ژاپنی‌تبار بود که مدرک پزشکی خود را در ایالات متحده دریافت کرد.

## اوایل زندگی
کازوئه توگازاکی در ۲۹ ژوئن ۱۸۹۷ در سانفرانسیسکو، کالیفرنیا، از از پدر و مادر مهاجر ژاپنی، شیگه کوشیدا و کیکوماتسو توگاساکی به دنیا آمد. پدرش حقوق خوانده بود و مادرش از خانواده ای بازرگان بود. عدم توفیق در کار مرتبط با تحصیل پدر باعث شد که والدینش فروشگاهی برای فروش چای، برنج و ظروف چینی ژاپنی باز کنند. او بزرگ‌ترین دختر و دومین فرزند خانواده‌ای با ۹ فرزند بود. کازوئه توگازاکی توسط خانواده‌اش به عنوان شخصیتی با اراده و سلطه‌جو در خانواده توصیف شده. او دوره‌های آموزشی خواهر و برادر کوچکترش را برنامه‌ریزی می‌کرد تا آنها را در مسیر درست وارد رشته پزشکی کند. بسیاری از خواهر و برادرهای او پس از اینکه او پزشک شد، وارد فیلد پزشکی شدند. میتسوی توگاساکی شیده (خواهر چهارم) و چی توگاساکی یاماناکا (خواهر ششم) هر دو پس از اخذ مدرک RN پرستار ثبت نام شدند، یوشی توگاساکی (خواهر پنجم) و ترو توگاساکی (خواهر هفتم) هر دو مدرک MD خود را گرفتند، پزشک شدند و یایه توگاساکی برایتنباخ (خواهر هشت ساله) روان‌پزشک اداره کهنه سربازان شد. برادران کازوئه توگازاکی در سیاست، روزنامه‌نگاری و علوم کامپیوتر فعالیت داشتند.
توگازاکی از خانواده‌ای متدین مسیحی بود؛ بنابراین، آنها مرتباً از مهاجران ژاپنی استقبال می‌کردند و به آنها مکانی در خانه خود پیشنهاد می‌کردند. پس از زلزله سال ۱۹۰۶ در سانفرانسیسکو، مادر توگازاکی، شیگه کوشیدا، کلیسا را به بیمارستان تبدیل کرد. توگازاکی در ۹ سالگی به همراه خواهر و برادرش با مترجمی برای زنان مهاجر به پزشکان به مادرشان کمک می‌کردند. این اعمال خیرخواهانه به یک هنجار در خانواده تبدیل شد و به احتمال زیاد بیشترین تأثیر را برای دختران در حرفه آینده آنها در پزشکی داشت.
توگازاکی برای دانشکده‌های مختلف پزشکی درخواست داد. اما، در آن زمان، دانشکده‌های پزشکی نسبت به زنان و آمریکایی‌های ژاپنی به شدت تبعیض آمیز عمل می‌گردند. او در کالج پزشکی زنان پنسیلوانیا پذیرفته شد و یکی از اولین زنان ژاپنی آمریکایی بود که مدرک دکترای پزشکی در ایالات متحده گرفت. او برای خواهرانش الگو شد و اندکی بعد، خواهرانش راه او را دنبال کردند و پزشک و پرستار شدند.
کازوئه توگازاکی و برادرانش در دوران کودکی به یک مدرسه کاملاً ژاپنی رفتند. تحصیل آنها در این مدرسه در خلال تفکیک گسترده مدارس ژاپنی آمریکایی‌ها اتفاق افتاد که تا زمان توافق شفاهی در سال ۱۹۰۷ ادامه داشت. این توافقنامه برای جداسازی مدارس کودکان ژاپنی و محدود کردن آنها بود تا بتوانند جلو مهاجرت بیشتر ژاپنی‌ها به ایالات متحده را بگیرد. پس از حذف تبعیض نژادی، کازوئه توگاساکی و برادرانش همچنان با تبعیض سایر همکلاسی‌های سفیدپوست مواجه بودند. تحصیلات عالی توگازاکی به مدت دو ترم در دانشگاه کالیفرنیا، برکلی آغاز شد، سپس در سال ۱۹۲۰ به دانشگاه استنفورد منتقل شد و مدرک لیسانس خود را در جانورشناسی دریافت کرد. توگازاکی قبل از رفتن به یک دوره دو ساله پرستاری، یک سال به عنوان خدمتکار کار کرد. او مدرک RN خود را در دانشکده پرستاری بیمارستان کودکان در سال ۱۹۲۴ دریافت کرد. اما، به دلیل تبعیض علیه پرستاران ژاپنی، او قادر به کار در بیمارستانی که در آن آموزش دیده بود، نبود. هنگامی که او شغل پرستاری خود را از دست داد، توگازاکی تصمیم گرفت پس از اخذ مدرک در سال ۱۹۲۷در رشته بهداشت عمومی، به دنبال نظر صریح والدینش، تصمیم گرفت برای دانشکده پزشکی درخواست دهد و در سال ۱۹۲۹ در دانشکده پزشکی ثبت نام کرد توگازاکی مدرک پزشکی خود را از کالج پزشکی زنان پنسیلوانیا در سال ۱۹۳۳ دریافت کرد.

## حرفه
کازوئه توگاساکی کار خود را در زمینه پزشکی به عنوان پرستار آغاز کرد. اما، به دلیل نظر والدینش در مورد تحصیل، او تصمیم گرفت به جای پرستار، پزشک شود. قبل از ثبت نام در دانشکده پزشکی در سال ۱۹۲۹ او به عنوان جمع‌آوری کننده، کمک مالی و منشی کار کرد و پس از آن به مدت یک سال در رشته پرستاری بهداشت عمومی در دانشگاه کالیفرنیا تحصیل کرد. پس از بمباران پرل هاربر، کازوئه توگازاکی، پدرش، و بسیاری از خواهران و برادرانش به همراه دیگر آمریکایی‌های ژاپنی‌تبار توسط دولت ایالات متحده بازداشت شدند. با این حال، برخی از خواهر و برادرهای توگازاکی به دلیل اینکه مشغول کار در دور دست بودند، زندانی نشدند. در طول جنگ جهانی دوم، او به مدت یک ماه در مرکز تجمع تانفوران بازداشت شد و از او خواسته شد تا ارائه خدمات پزشکی مانند واکسیناسیون، زایمان نوزادان و موارد دیگر را برای دیگر زندانیان ژاپنی که در این مرکز نگهداری می‌شدند، آغاز کند. زمانی که در آنجا بود، پنجاه نوزاد به دنیا آورد و یک تیم پزشکی کاملاً ژاپنی-آمریکایی را رهبری کرد. او سپس پنج بار دیگر به مراکز دیگر (از جمله توپاز، دریاچه توله، و منظرنار) فرستاده شد و سرانجام در سال ۱۹۴۳ آزاد شد در سال ۱۹۴۷، پس از جنگ جهانی دوم، کازوئه به سانفرانسیسکو بازگشت تا به طبابت خود ادامه دهد. او سپس یک مطب در سانفرانسیسکو افتتاح کرد، و تا زمان بازنشسته در سن ۷۵ سالگی در آنجا کار کرد فداکاری برای زنان و کمک به زایمان آنها، باعث شهرت توگازاکی به عنوان یک ستون در جامعه ژاپنی آمریکایی کمک کرده‌است، زیرا او هرگز حتی یک روز هم برای تعطیلات مرخصی نگرفت. او در طول زندگی حرفه‌ای خود به تولد هزاران نوزاد کمک کرد.
در طول دوران اولیه حرفه‌ای‌اش، اغلب زنان ژاپنی را معالجه می‌کرد، اما بعداً در دوران حرفه‌ای‌اش، درمان گروه‌های متنوع‌تری از بیماران را انجام داد. کازوئه توگازاکی در طول مدتی که طبابت می‌کرد، سوابق کارهای خیراش را به یاد می‌آورد و خانواده‌ها را بدون توجه به توانایی مالی آنها درمان می‌کرد. او در خانه‌اش را به روی مادران ازدواج نکرده و بیماران لاعلاج باز کرد. توگاساکی همچنین اغلب از مادران مجرد دعوت می‌کرد تا در خانه‌اش بمانند، بچه‌هایشان را به دنیا آورد و به مادران در فرایند فرزندخواندگی کمک می‌کرد.
او همچنین آغوشش را به روی دانشجویان ژاپنی آمریکایی که برای تحصیل در دانشگاه کالیفرنیا پذیرفته می‌شدند، باز می‌کرد. در سال ۱۹۷۰، او به عنوان یکی از "زنان برجسته سال ۱۹۷۰" توسط سان سانفرانسیسکو اگزمینر برای تمام کارهای خوب خود شناخته شد
دیگر زنان ژاپنی‌تبار که در همان زمان در ایالات متحده مشغول تحصیل در رشته پزشکی بودند عبارتند از: کیکو اوکامی، که مدرک پزشکی خود را در سال ۱۸۸۹ دریافت کرد، و مگومی شینودا، که مدرک پزشکی خود را در سال ۱۹۳۳ دریافت کرد

## مرگ
او در سن ۷۵ سالگی به علت از دست دادن توانایی ذهنی خود بازنشسته شد قدرت حافظه توگازاکی شروع به از بین رفتن کرد، هرچند او به مدت بیست سال با بیماری آلزایمر مبارزه کرد تا سرانجام در ۱۵ دسامبر ۱۹۹۲ در سن ۹۵ سالگی درگذشت